# 趙坦
邠王趙坦（1200年1月29日—1200年9月28日），宋朝宗室。
宋朝第十三代（南宋第四任）皇帝宋宁宗赵扩的第三子，生母恭淑皇后韩氏，庆元六年（1200年）正月十二己亥出生。趙埈死后，宋宁宗事隔四年，终于再得一子。八月十九壬寅薨逝。追封邠王，谥号冲温。宋宁宗有九子（长子未命名），但都不满周岁夭折，宋宁宗晚年，其祖父宋孝宗子孙绝嗣，遂先后选定赵询（景献太子）、赵竑（镇王）、赵昀（宋理宗）三个远支宗室的继承人。